# Wahlkreis Ingelheim am Rhein
Der Wahlkreis Ingelheim am Rhein (Wahlkreis 31) ist ein Landtagswahlkreis in Rheinland-Pfalz. Er befindet sich im Landkreis Mainz-Bingen und umfasst die Stadt Ingelheim am Rhein sowie die verbandsfreie Gemeinde Budenheim und die Verbandsgemeinde Nieder-Olm.

## Wahl 2021
Zur Landtagswahl 2021 ergaben sich durch die Neuzuschneidung der Mainzer Wahlkreise Veränderungen im Wahlkreis Ingelheim (nunmehr Wahlkreis 31, vormals Wahlkreis 30) ergeben. Die Verbandsgemeinde Bodenheim gehört nun gemeinsam mit sechs Stadtteilen der kreisfreien Landeshauptstadt Mainz zum neuen Wahlkreis Mainz III; das restliche Gebiet des Wahlkreises bleibt im Vergleich zu 2016 bestehen.
Bei der Landtagswahl 2021 vom 14. März 2021 entfielen im Wahlkreis auf die einzelnen Wahlvorschläge:
| Direktkandidaten      | Partei           | Wahlkreisstimmen in % | Landesstimmen in % |
| --------------------- | ---------------- | --------------------- | ------------------ |
| Nina Klinkel          | SPD              | 33,2                  | 37,9               |
| Thomas Barth          | CDU              | 30,8                  | 25,4               |
| Heinz-Michael Ziegler | AfD              | 6,0                   | 6,0                |
| Helga Lerch           | FDP              | 6,6                   | 5,6                |
| Kerstin Claus         | Grüne            | 15,6                  | 12,8               |
| Daniel Holler         | Die Linke        | 2,6                   | 2,1                |
| –                     | Freie Wähler     |                       | 3,5                |
| –                     | Piraten          | –                     | 0,5                |
| Marcus Eschborn       | ÖDP              | 1,8                   | 1,1                |
| David Schwarz         | Klimaliste       | 1,4                   | 1,3                |
| –                     | Die PARTEI       | –                     | 0,9                |
| –                     | Tierschutzpartei | –                     | 1,3                |
| Ron-David Röder       | Volt             | 2,1                   | 1,5                |

- Nina Klinkel (SPD) gewann das Direktmandat. Über die Landesliste zog Thomas Barth (CDU) in den Landtag ein.

## Wahl 2016
Bei der Wahl vom 13. März 2016 entfielen im Wahlkreis auf die einzelnen Wahlvorschläge:
| Direktkandidaten                 | Partei       | Wahlkreisstimmen | Landesstimmen |
| -------------------------------- | ------------ | ---------------- | ------------- |
| Nina Klinkel                     | SPD          | 36,0 %           | 39,4 %        |
| Dorothea Schäfer                 | CDU          | 36,2 %           | 31,9 %        |
| Irene Alt                        | GRÜNE        | 9,7 %            | 6,4 %         |
| Helga Lerch                      | FDP          | 8,0 %            | 6,6 %         |
| Stefan Heyde                     | DIE LINKE    | 3,3 %            | 2,0 %         |
| Georg Meuser                     | Freie Wähler | 5,2 %            | 1,5 %         |
| Walter Konrad                    | ÖDP          | 1,5 %            | 0,7 %         |
| Parteien ohne Wahlkreisvorschlag |              |                  | 11,5 %        |

Die Wahlbeteiligung lag bei 77,7 % und damit 7,3 Prozentpunkte über dem Landesdurchschnitt.
- Direkt gewählt wurde Dorothea Schäfer (CDU). Nachdem diese zum 1. Oktober 2017 aus dem Landtag ausschied, rückte Thomas Barth für sie in den Landtag nach.[5]
- Nina Klinkel (SPD) wurde über die Landesliste (Listenplatz 29)[6] gewählt.

## Wahl 2011
Die Ergebnisse der Wahl zum 16. Landtag Rheinland-Pfalz vom 27. März 2011:
| Direktkandidaten                  | Partei       | Wahlkreisstimmen | Landesstimmen |
| --------------------------------- | ------------ | ---------------- | ------------- |
| Claudia Lörsch                    | SPD          | 36,0 %           | 33,3 %        |
| Dorothea Schäfer                  | CDU          | 36,9 %           | 33,8 %        |
| Rudolf Dorbert                    | FDP          | 3,6 %            | 4,4 %         |
| Ulrich Steinbach                  | GRÜNE        | 19,5 %           | 21,5 %        |
| –                                 | DIE LINKE    | –                | 2,0 %         |
| Uwe Ludwig Fischer                | ödp          | 1,3 %            | 0,7 %         |
| –                                 | Freie Wähler | –                | 1,1 %         |
| Thomas Fath                       | PIRATEN      | 2,7 %            | 1,6 %         |
| –                                 | Sonstige     | –                | 1,7 %         |
| Wahlberechtigte: 70.318 Einwohner |              |                  |               |
| Wahlbeteiligung: 68,5 %           |              |                  |               |

- Direkt gewählt wurde Dorothea Schäfer (CDU).[8]
- Ulrich Steinbach (GRÜNE) wurde über die Landesliste (Listenplatz 10) gewählt.[9]

## Wahl 2006
Die Ergebnisse der Wahl zum 15. Landtag Rheinland-Pfalz vom 26. März 2006:
| Direktkandidaten                  | Partei         | Wahlkreisstimmen | Landesstimmen |
| --------------------------------- | -------------- | ---------------- | ------------- |
| Marianne Grosse                   | SPD            | 43,8 %           | 46,5 %        |
| Dorothea Schäfer                  | CDU            | 35,8 %           | 30,8 %        |
| Walter Strutz                     | FDP            | 9,0 %            | 9,3 %         |
| Michael Stüber                    | GRÜNE          | 7,1 %            | 6,2 %         |
| Horst Hammann                     | ödp            | 0,6 %            | 0,3 %         |
| Brigitte Abrasauskas              | WASG           | 2,2 %            | 1,9 %         |
| Wolfgang Kirch                    | Einzelbewerber | 1,5 %            | –             |
| –                                 | Sonstige       | –                | 4,9 %         |
| Wahlberechtigte: 68.574 Einwohner |                |                  |               |
| Wahlbeteiligung: 64,0 %           |                |                  |               |

- Direkt gewählt wurde Marianne Grosse (SPD).